# 그레그 포스터
그레고리 ("그레그") 포스터(Gregory ("Greg") Foster, 1958년 8월 4일 ~ 2023년 2월 19일)는 전 미국의 육상 선수이다.
시카고에서 태어난 포스터는 남자육상 110m 허들 종목에서 3개의 세계 육상 선수권 대회 타이틀을 우승(1983, 1987, 1991)한 단 하나의 선수이다. 또한 1981년 IAAF 월드컵과 1991년 세계 실내 선수권 대회(60m 허들)를 우승하기도 하였다.
국제 타이틀은 물론 2회의 NCAA 실외 110m 허들(1978, 1980)과 1979년 NCAA 200m 경주를 우승하기도 하였다.
그는 1977년부터 1992년까지 16년 중에 15번이나 세계에서 톱 10 허들 선수들 중의 하나로 들어왔으며, 그 세월 동안에 5회의 최고 선수(1982, 1983, 1986, 1987, 1991)로 선정되었다.
1990년 도핑 테스트에 실증이 된 후, 6개월간 출전을 금지당하였다.